# Беликов, Валерий Александрович
Вале́рий Алекса́ндрович Бе́ликов (19 июля 1925, Морозовск, Ростовская область, СССР — 12 ноября 1987 года, Вюнсдорф, Цоссен, ГДР) — советский военачальник. Главнокомандующий Группой советских войск в Германии (1986—1987), командующий войсками Прикарпатского военного округа (1979—1986) и Северо-Кавказского военного округа (1976—1979). Генерал армии (1983). Участник Великой Отечественной войны.

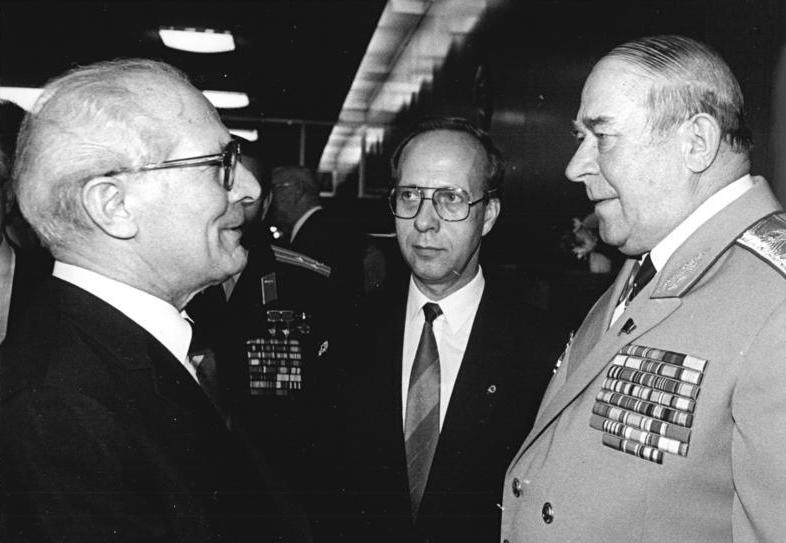
Генерал армии В. А. Беликов и Э. Хоннекер. Дворце Республики. ГДР, Берлин,
23 октября 1987 года

## Биография
Валерий Александрович Беликов родился 19 июля 1925 года в городе Морозовск.

### Во время Великой Отечественной войны
В июле 1942 года был призван в ряды РККА. В июле того же года был направлен в действующую армию. Воевал стрелком, автоматчиком, командиром отделения и помощником командира стрелкового взвода на Южном, Закавказском, 3-м Украинском и 4-м Украинском фронтах. В январе 1944 года красноармеец Беликов, шофер 175-й отдельной автотранспортной роты 248-й стрелковой дивизии был награждён медалью «За отвагу».

### В послевоенное время
В июле 1944 года Беликов был отозван с фронта и направлен на учёбу. В 1945 году закончил танковое училище и затем служил с декабря 1945 года командиром танка, а с 1946 года — командиром танкового взвода. В 1950 году был назначен на должность помощника начальника штаба отдельного танкового батальона, в январе 1951 года — на должность помощника начальника штаба батальона самоходной артиллерии.
В 1949 году вступил в ряды КПСС.
С марта 1951 по июнь 1952 года служил адъютантом командования Главного бронетанкового управления Советской Армии.
Закончив Военную академию бронетанковых войск в 1956 году, Беликов был назначен заместителем командира танкового батальона. С ноября 1958 года — командир танкового батальона, с 1960 года — заместитель командира танкового полка по политической части, с ноября 1962 года — командир танкового полка, с 1965 по 1966 годы — заместитель командира танковой дивизии.
В 1968 году закончил Военную академию Генерального штаба, а в 1973 и 1982 годах — Высшие академические курсы этой академии. С июля 1968 года командовал 37-й гвардейской танковой дивизией.
С декабря 1971 года служил первым заместителем командующего, с августа 1972 года — командующим 5-й гвардейской танковой армией в Белорусском военном округе. С мая 1974 года был первым заместителем командующего войсками Одесского военного округа.

### На высших должностях
С мая 1976 года командовал войсками Северо-Кавказского военного округа, генерал-полковник (25.04.1977). С августа 1979 года — командующий войсками Прикарпатского военного округа.
Указом Президиума Верховного Совета СССР от 4 ноября 1983 года генерал-полковнику Валерию Александровичу Беликову присвоено воинское звание генерал армии.
С 11 июля 1986 года по 12 ноября 1987 года — Главнокомандующий Группой советских войск в Германии.
Депутат Совета Союза Верховного Совета СССР 10-11-го созывов (1980—1987) от Волынской области. Кандидат в члены ЦК КПСС с 1986 года.

## Смерть и версии
По официальной версии, Валерий Александрович Беликов скоропостижно скончался 12 ноября 1987 года в штабе Группы советских войск в Германии в Вюнсдорфе, в 30 километрах от Берлина. По воспоминаниям офицеров, проходивших службу в штабе ГСВГ, причиной смерти стал очередной инфаркт.
По неподтверждённым данным, покончил с жизнью (застрелился) во время отдыха в военном санатории Бад-Эльстер на территории ГДР. Вероятной причиной самоубийства могла быть гибель семьи (жены и детей), которые утонули во время катастрофы парохода «Адмирал Нахимов» в 1986 году.
Похоронен Валерий Александрович Беликов в Киеве, на Берковецком кладбище.

## Воинские звания
- генерал-майор танковых войск — 29 апреля 1970;
- генерал-лейтенант танковых войск — 4 ноября 1973[4];
- генерал-полковник — 25 апреля 1977;
- генерал армии — 4 ноября 1983.

## Награды
- Два ордена Ленина (1971, …)
- Орден Октябрьской Революции
- Орден Отечественной войны 1-й степени (1985)
- Орден «За службу Родине в Вооружённых Силах СССР» 3-й степени
- Медаль «За отвагу» (12.01.1944)
- Медаль «За боевые заслуги» (1953)
- Медаль «За оборону Кавказа» (1971)
- Медали

Иностранные награды
- Медаль «30 лет Победы над милитаристской Японией» (Монголия, 1976)
- Медаль «20-я годовщина Революционных Вооруженных сил Кубы» (Куба, 1976)
- Медаль «30-я годовщина Революционных Вооруженных сил Кубы» (Куба, 1986)
- Медаль «30 лет Болгарской народной армии» (Болгария, 1974)
- Медаль «40 лет Социалистической Болгарии» (Болгария, 1985)
- Медаль «40 лет Победы над гитлеровским фашизмом» (Болгария, 1985)
- Медаль «30 лет освобождения Чехословакии Советской Армией» (Чехословакия, 1974)
- Медаль «40 лет освобождения Чехословакии Советской Армией» (Чехословакия, 1985)

## Мнения
По многочисленным свидетельствам служивших с ним лиц, Беликов был крайне грубым командиром, унижение человеческого достоинства подчинённых было повседневным явлением с его стороны.